# Green City
Green City és una població dels Estats Units a l'estat de Missouri. Segons el cens del 2000 tenia 688 habitants.

## Demografia
Segons el cens del 2000, Green City tenia 688 habitants, 325 habitatges, i 194 famílies. La densitat de població era de 185,8 habitants per km².
Dels 325 habitatges en un 23,1% hi vivien nens de menys de 18 anys, en un 46,5% hi vivien parelles casades, en un 11,1% dones solteres, i en un 40,3% no eren unitats familiars. En el 37,5% dels habitatges hi vivien persones soles el 22,8% de les quals corresponia a persones de 65 anys o més que vivien soles. El nombre mitjà de persones vivint en cada habitatge era de 2,12 i el nombre mitjà de persones que vivien en cada família era de 2,77.
Per edats la població es repartia de la següent manera: un 21,4% tenia menys de 18 anys, un 8,7% entre 18 i 24, un 22,2% entre 25 i 44, un 24,6% de 45 a 60 i un 23,1% 65 anys o més.
L'edat mediana era de 44 anys. Per cada 100 dones de 18 o més anys hi havia 76,8 homes.
La renda mediana per habitatge era de 23.125 $ i la renda mediana per família de 27.266 $. Els homes tenien una renda mediana de 23.611 $ mentre que les dones 19.609 $. La renda per capita de la població era de 14.677 $. Entorn de l'11,9% de les famílies i el 16,2% de la població estaven per davall del llindar de pobresa.

## Poblacions més properes
El següent diagrama mostra les poblacions més properes.